# Paga Group
Pour les articles homonymes, voir Paga (homonymie).
Paga Group est un groupe français de musique zeuhl fondé en 1984 par le bassiste Bernard Paganotti.
Après la séparation de Weidorje en 1979, Bernard Paganotti se concentre sur un projet solo aboutissant à l'album Paga en 1984, réunissant presque tous les membres de Weidorje.
À la suite de l'album, le projet devient le Paga Group. Deux albums feront suite : Haunted en 1988 et Gnosis en 1993.

## Musiciens
- Bernard Paganotti : basse, chant, compositions
- Patrick Gauthier : claviers, compositions
- Bertrand Lajudie : claviers
- Klaus Blasquiz[2] : chant, percussions
- Yvon Guillard : trompette, chœurs
- Alain Guillard : saxophone
- Éric Séva : saxophone
- Claude Salmieri : batterie
- Kirt Rust : batterie
- François Laizeau : percussions
- Christian Leroux : guitare
- Jean-Philippe Goude : claviers
- Carol Rowley : chœurs
- Maria Popkiewicz : chœurs
- Koyko Okumura : chœurs
- Chizuru Hosoya : chœurs
- Ronald Mehu (connu aussi sous le pseudonyme de Ronnie Bird) : chœurs

## Discographie
- 1984 : Paga
- 1988 : Haunted
- 1993 : Gnosis